# Daniel Castellón
Daniel Alejandro Castellón Llanos (La Paz, Bolivia; 4 de marzo de 1977) es un periodista, locutor de radio y presentador de televisión boliviano. Fue productor de El mañanero y presentador de noticias en la Red UNO La Paz. Actualmente es jefe de prensa y presentador en la Red F10 de la ciudad de El Alto. 

## Biografía
Daniel Castellón nació en la ciudad de La Paz el 4 de marzo de 1977. Comenzó sus estudios escolares en 1983, saliendo bachiller el año 1994 en su ciudad natal. Continuó con sus estudios profesionales ingresando a estudiar la carrera de comunicación social en la Universidad Católica Boliviana San Pablo (UCB), egresando años después como periodista de profesión.

### Red Bolivisión (2001-2008)
Castellón comenzó su carrera profesional en los medios de comunicación ya a finales de la década de 1990 cuando ingresa a trabajar en el programa Posdata junto al periodista Juan Carlos Arana. El año 2001, ingresa a trabajar como presentador de noticias en la Red Bolivisión, en cuyo canal estaría por más de 7 años hasta 2008.

### Red ATB (2008-2019)
El noviembre de 2008, Daniel Castellón ingresa a trabajar en la Red ATB y desde enero de 2014 estaría como locutor de radio en ATB Radio junto a la periodista Soraya Delfín. El 4 de julio de 2019, anuncia públicamente su retiro de la Red ATB, en donde estuvo por casi 11 años (más de una década) en dicho canal.

### Red UNO (2019-actualidad)
El 4 de septiembre de 2019, Daniel castellón vuelve nuevamente a las pantallas, ingresando a trabajar esta vez en el canal de televisión Red UNO como presentador de noticias en el programa matutino "El Mañanero".
Contrajo matrimonio con Verónica Arana Jiménez con quien tuvo 3 hijos.